# Pays-d'oc (IGP)
Pour la région, voir Occitanie (région administrative).
Le pays-d'oc, anciennement appelé vin de pays d'Oc jusqu'en 2009, est un vin français d'indication géographique protégée (le nouveau nom des vins de pays) régionale produit sur l'ensemble du vignoble du Languedoc-Roussillon.
Il s'agit d'un des vins français les plus populaires : il représente près de la moitié de la production du vignoble languedocien, 60 % du volume de tous les IGP françaises avec 5,3 millions d'hectolitres produits en 2009, soit l'équivalent de 760 millions de bouteilles. Il s'agit aussi du vin le plus exporté, avec 2,1 millions d'hectolitres partis à l'étranger en 2009, soit 18 % des vins français exportés.
Il existe également dans la région des IGP à terroir plus restreint :
- quatre IGP départementales :
  - aude (ancien vin de pays de l'Aude) ;
  - côtes-catalanes (ancien vin de pays des Pyrénées-Orientales) ;
  - pays-d'hérault (ancien vin de pays de l'Hérault) ;
  - gard (ancien vin de pays du Gard) ;
- ainsi que 16 IGP à dénomination de zone.

## Histoire

### Préhistoire et Antiquité
Textes et fouilles archéologiques ont confirmé qu'à l'ouest du Rhône, avant que ne soit fondée la Narbonnaise une viticulture s'était développée. Les vignes y étaient alors conduites en gobelets, mode cité par Columelle, tout comme dans les Pouilles, région sous influence grecque. Pline le confirme quand il explique : « Dans quelques contrées, la vigne, peu riche en branches, et grosse parce qu'elle est courte, se soutient sans appui. Les vents s'y opposent dans quelques localités : en Afrique, par exemple, et dans quelques cantons de la Narbonnaise ». Mais la colonisation romaine y imposa rapidement la « méthode étrusque » et la vigne fut conduite et taillée de façon arbustive, en treille, en pergola et, bien sûr, en ayant des arbres comme point d'ancrage. Désormais, aux côtés des rumpotins,, il y eut aussi des vignes ne dépassant pas la hauteur d'un homme, qui, appuyées sur des échalas, formaient des treilles. Et celles qui s'obstinaient à ramper furent conduites de manière à répandre « leur feuillage touffu assez au loin pour ombrager des cours entières ».

### Moyen Âge
Lors des grandes invasions, les vignobles, furent quasiment délaissés et le vin produit à partir des treilles du jardin ou de l'enclos. Et à partir de l'an 900, le Cartulaire du chapitre cathédral de Nîmes, fait nettement la différence entre les vignes basses et les vignes hautes. Le vignoble de plaine va perdurer jusqu'au début du XIVe siècle où la nécessité d'emblaver les terres riches, propices à l'abondance, repoussa la vigne vers les coteaux plus chiches mais plus qualitatifs.

### Période moderne
Mais dès le début du XVIe siècle, la culture de la vigne languedocienne étant devenue plus rentable que celle des céréales, les coteaux et les terrasses devinrent insuffisants. Dès 1520, les vignobles redescendirent en plaine. Thomas Platter le Jeune, étudiant la médecine à Montpellier, en 1595, précise que parmi ces variétés de « vignes grimpantes », il vit à Vendargues, dans le jardin de son logeur Laurent Catalan, des raisins blancs dont « les grains étaient gros et charnus comme des prunes » et qui étaient appelés panses musquées ou vinhas augibiquieras. Ce sont ces variétés qui furent implantées à Frontignan, en 1592 d'après les mentions portées sur le registre de compoix.

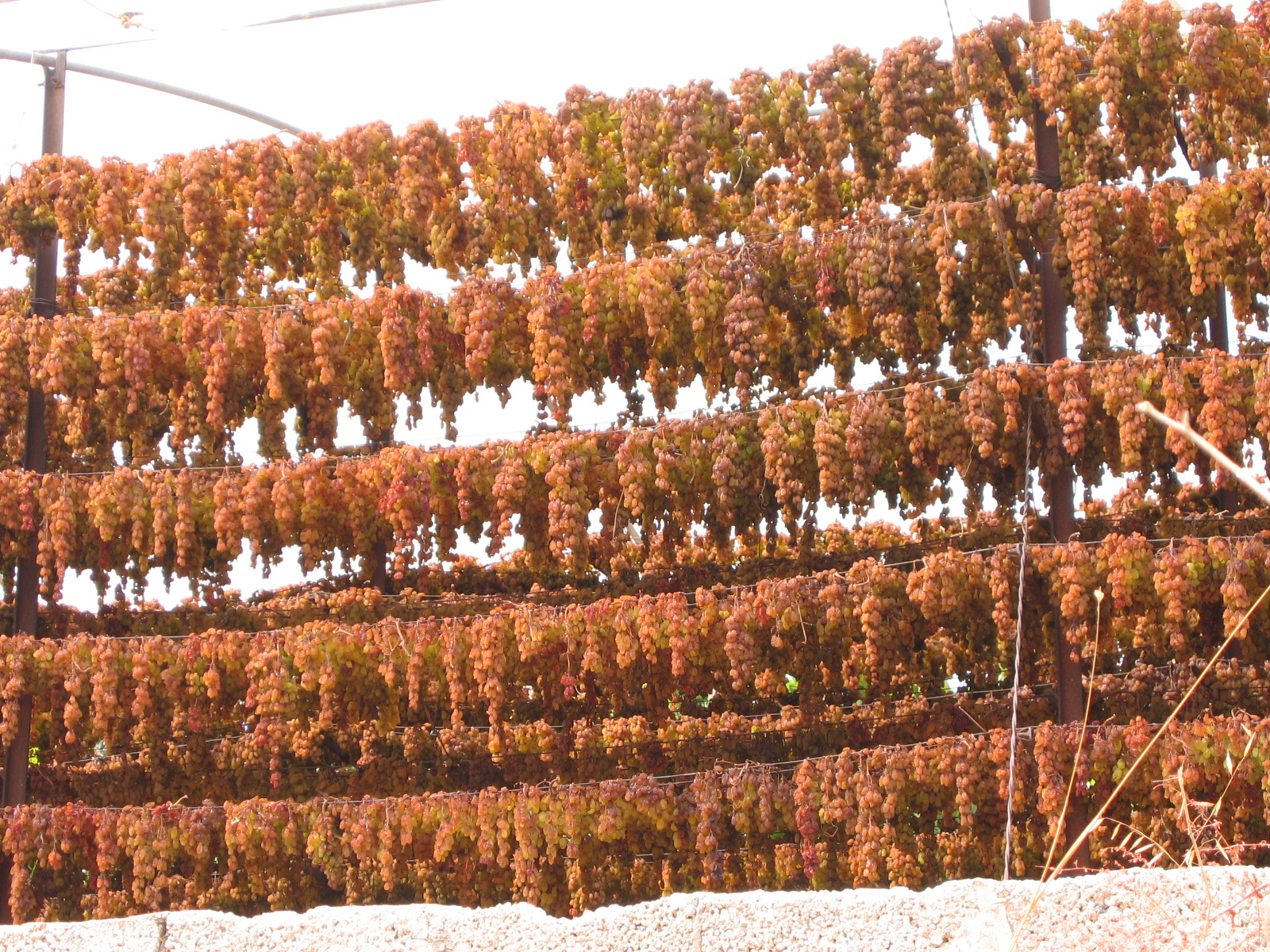
Séchage de grappes au soleil.

Pour tenter de redonner quelques qualités à ces raisins issus de vignes arbustives, fut appliquée la technique de la passerille, décrite par les auteurs de l'Antiquité, où les raisins séchaient grappes suspendues au soleil. Olivier de Serres, en 1600, indique que ces raisins, des picardans et des muscats, firent l'objet d'un commerce fructueux en particulier à Gigean, Loupian, Mèze, Cournonterral et Montbazin. Ils étaient l'objet d'une préparation spéciale. Après avoir trempé dans une lessive de cendre de sarments, ils étaient enduits d'huile d'olive pour les adoucir puis « mis à sécher au soleil, pendus à des perches ». Après deux à trois jours, ils étaient alors « portés au grenier sur des claies ou tables bien propres et y séjournaient quatre à cinq jours ». Au XVIIIe siècle, Montpellier, où le Conseil de Ville n'hésitait pas à louer les murs des remparts à cet usage, était « décorée d'une manière singulière quand on y mettait à sécher le raisin que l'on avait suspendu à de grandes perches et ces espèces de tapisseries ornaient le devant des maisons ».
La période moderne correspond à une extension très importante du vignoble languedocien. Dès la fin du XVIIe siècle, ce fut la « ruée vers la garrigue », c'est-à-dire vers les communs et les vacants. Cette frénésie de planter prit des proportions énormes après le terrible gel de 1709. Les jardins furent même utilisés. Pierre Joseph Garidel, docteur en médecine formé à Montpellier et professeur d'anatomie à Aix-en-Provence, décrit en 1715, un cépage qu'il nomme le « muscat de panse » qu'il a trouvé tant dans le vignoble provençal ou languedocien mais aussi « dans les enclos autour des villes, dans des endroits que l'on appelle vulgairement tones ou treilles ». Le comte Alexandre-Pierre Odart, dans son Exposé des divers modes de culture de la vigne, et des différents procédés de vinification dans plusieurs des vignobles les plus renommés, décrivit à son tour ce muscat blanc conduit en taille longue qui a été identifié comme le muscat d'Alexandrie.
Pendant ce temps, en plaine, les grands domaines appartenant à la noblesse s'étaient orientés vers la viticulture extensive. Ce fut le cas à Candillargues sur les terres labourables appartenant à la famille De La Croix, à Marsillargues avec le marquis de Calvisson. Il y eut surproduction. Et tous ces petits vins issus de vignes arbustives prirent le chemin de la distillerie avec le soutien financier, en particulier, des Bonnier de la Mosson, banquiers à Montpellier. Cet état de fait, organisé ou non, prit une tout autre proportion, dès 1780, avec l'arrivée en Languedoc de l'aramon, cépage gros producteur qui mit « fin à bien des velléités de production qualitative ». À la veille de la Révolution française, environ 50 % des terres sont couvertes de vigne autour de Béziers.

### Période contemporaine

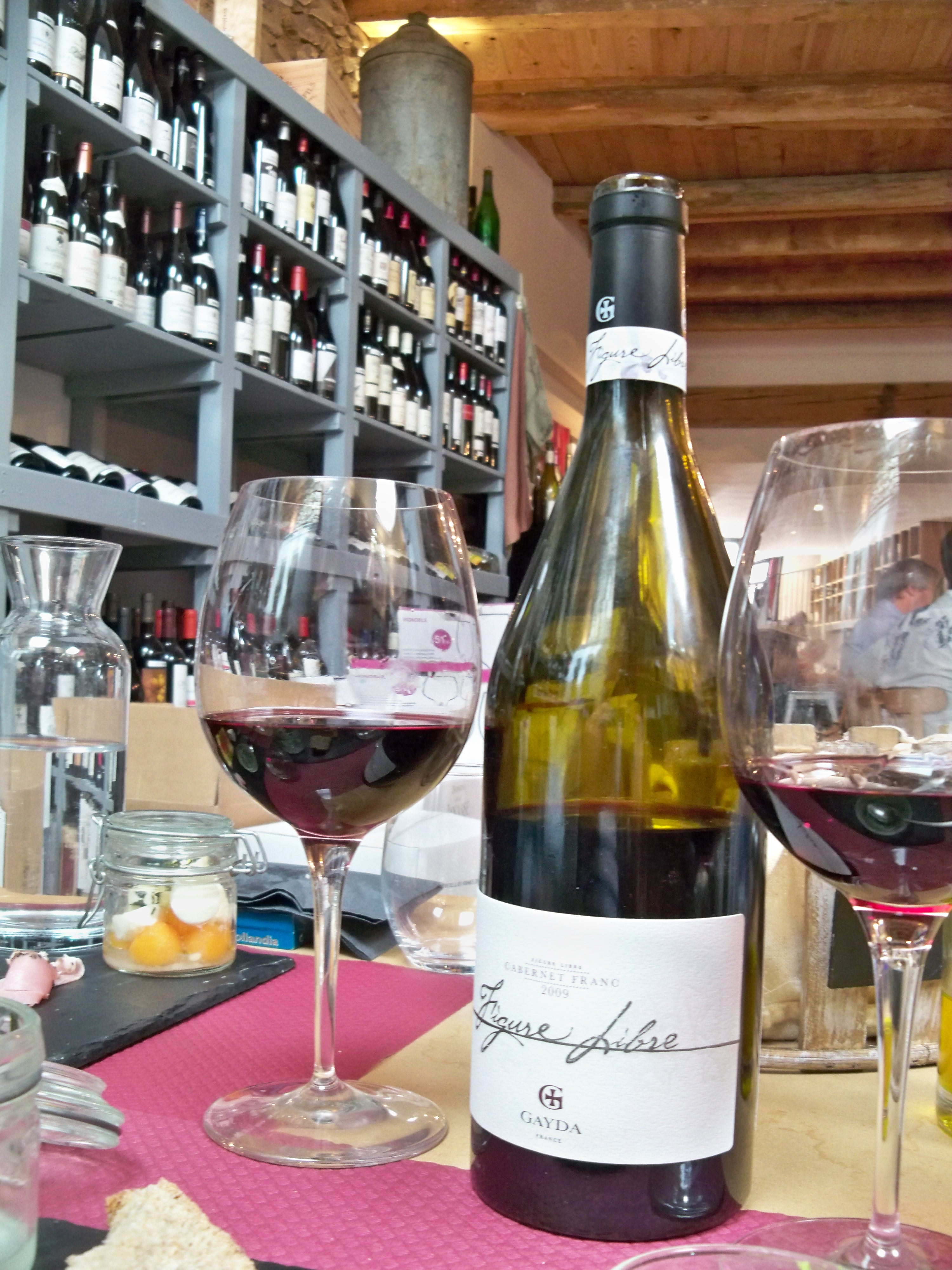
Domaine de Gayda, 2009

Logo des vins du pays-d'Oc

En 1853, l'arrivée du chemin de fer en Languedoc permit à sa viticulture d’élargir ses débouchés, notamment le nord et l'est de la France, régions industrielles où une part non négligeable de leur salaire des ouvriers passait dans l'achat de vin, ainsi que dans les grandes agglomérations françaises (Paris et sa banlieue, Lyon et la région de Saint-Étienne). La viticulture dut alors faire face à plusieurs crises : l'oïdium, qui apparut aux alentours de 1850, puis le phylloxéra en 1863, et à la fin du XIXe siècle, le mildiou. Alors que partout ailleurs, surtout dans le Nord-Ouest, la surface plantée en vignes fut en régression, dès que les moyens de lutter contre ces parasites furent trouvés, elle augmenta dans les départements de l'Aude, du Gard, de l'Hérault et des Pyrénées-Orientales. À eux quatre, ils purent dès lors fournir 40 % de la production française de vin.
Les vins de table se vendant de plus en plus difficilement lors de la seconde moitié du XXe siècle, la principale partie de la production languedocienne obtient le label « vin de pays d'Oc » par le décret du 15 octobre 1987, défendu par le Syndicat des Producteurs de Vin de Pays d’Oc.
Dans le cadre de la réforme de la filière viti-vinicole, les vins de pays changent de nom en obtenant le statut d'indication géographique protégée (IGP) et dépendent désormais de l'INAO, le vin de pays d'Oc devenant le 1er août 2009 l'IGP « pays-d'oc ».

## Étymologie
Le terme « langue d’oc » apparaît chez Dante en 1304. Parallèlement, le terme latin lingua occitana, qui en dérive, apparaît au XIVe siècle dans des textes administratifs. De ce terme latin est issu le mot occitan qui s’est imposé chez les romanistes dans la seconde moitié du XXe siècle.
« Langue d’oc », « occitan » et « provençal » sont synonymes dans la linguistique romane. La totalité du mouvement culturel depuis le XIXe siècle parle d'occitan et de langue d'oc. Ces termes sont synonymes et sont employés dans les textes administratifs récents.

## Situation géographique
C'est l'une des six IGP régionales de France.
1. : IGP Atlantique
2. : IGP Comté Tolosan (Bigorre, Cantal, Coteaux et Terrasses de Montauban, Haute-Garonne, Tarn-et-Garonne)
3. : IGP Comtés Rhodaniens
4. : IGP Méditerranée (Comté de Grignan, Coteaux de Montélimar)
5. : IGP Pays d’Oc
6. : IGP Val de Loire (Allier, Cher, Indre, Indre-et-Loire, Loir-et-Cher, Loire-Atlantique, Loiret, Maine-et-Loire, Marches de Bretagne, Nièvre, Pays de Retz, Sarthe, Vendée, Vienne)[24].

### Géologie et orographie
L'aire de production, très vaste, couvre des formations géologiques variées :
- dans sa partie nord, au pied des Cévennes, le sol est argilo-calcaire sur des roches du Jurassique plissés (exemple avec les dénominations pic-saint-loup (AOC), terrasses-du-larzac, sommières et la partie sud de l'appellation saint-chinian) ;
- la plaine du Languedoc, sur laquelle est planté la majorité de l'aire de production, est avant tout composée d'alluvions et de sable recouvrant des calcaires du Crétacé (dénomination picpoul-de-pinet), avec quelques cas de roches volcaniques récentes (basaltes sur la dénomination pézenas) ;
- au centre du Languedoc, sur les coteaux, l'érosion a mis à nu les schistes de l'Ordovicien (exemple avec la dénomination cabrières, l'appellation faugères et la partie nord de l'appellation saint-chinian) ;
- plus au sud, le piémont de la Montagne Noire est couvert par des molasses du Bartonien, des calcaires du Lutétien et de l'Yprésien ;
- la limite entre l'Aude et les Pyrénées-Orientales est marquée par le massif des Corbières, véritable puzzle géologique où s'enchevêtre un très grand nombre de strates géologiques (schistes du Dévonien, marnes du Trias, calcaires de l'Urgonien, molasses du Lutétien et alluvions contemporains) ;
- à l'extrémité sud de l'aire d'appellation, la plaine du Roussillon est composée de molasses du Pliocène et d'alluvions sur les parties basses, mais aussi de zones aux strates verticalisées, faisant affleurer les schistes du Crétacé (près de Maury) ou le gneiss et le granite (dans le massif de l'Agly).

### Climatologie
Le climat est typiquement méditerranéen : il se caractérise par des hivers doux, des étés chauds et secs et des précipitations rares et concentrées notamment en automne de septembre à décembre (les précipitations annuelles sont proches de 800 mm). Au contraire, l'été est souvent très sec, voire aride dans l'arrière-pays des garrigues, avec seulement quelques précipitations en août liées aux orages. Les vents dominants sont la tramontane, vent sec et froid qui chasse les nuages, et le marin, vent humide qui au contraire amène les nuages. Il peut parfois être très violent.
Le taux d'ensoleillement journalier moyen à Montpellier est de 7 h 22, largement supérieur à la moyenne française de 4 h 46.
La station météo de Nîmes (à 59 mètres d'altitude), dans le Gard, se trouve à la limite septentrionale de l'aire de production. Ses valeurs climatiques de 1961 à 1990 sont :
| Mois                              | jan. | fév. | mars | avril | mai  | juin | jui. | août | sep. | oct.  | nov. | déc. | année |
| --------------------------------- | ---- | ---- | ---- | ----- | ---- | ---- | ---- | ---- | ---- | ----- | ---- | ---- | ----- |
| Température minimale moyenne (°C) | 2,4  | 3,4  | 5,1  | 7,8   | 11,2 | 14,9 | 17,7 | 17,2 | 14,7 | 10,8  | 5,9  | 3    | 9,5   |
| Température moyenne (°C)          | 6,3  | 7,7  | 9,9  | 12,8  | 16,6 | 20,5 | 23,7 | 23   | 20   | 15,4  | 10   | 6,9  | 14,4  |
| Température maximale moyenne (°C) | 10,3 | 11,9 | 14,7 | 17,8  | 21,9 | 26,2 | 29,8 | 28,9 | 25,3 | 20    | 14   | 10,7 | 19,3  |
| Précipitations (mm)               | 67,7 | 70,7 | 55,9 | 59,2  | 60,9 | 38,6 | 25,3 | 51,6 | 66,8 | 131,9 | 69,2 | 64,1 | 761,9 |

La station météo de Montpellier (à 3 mètres d'altitude), dans le département de l'Hérault, se trouve dans la partie septentrionale de l'aire de production, en plaine. Ses valeurs climatiques de 1961 à 1990 sont :
| Mois                              | jan. | fév. | mars | avril | mai  | juin | jui. | août | sep. | oct.  | nov. | déc. | année |
| --------------------------------- | ---- | ---- | ---- | ----- | ---- | ---- | ---- | ---- | ---- | ----- | ---- | ---- | ----- |
| Température minimale moyenne (°C) | 2,2  | 3,3  | 4,9  | 7,8   | 11,2 | 14,6 | 17,1 | 16,7 | 14,2 | 10,6  | 5,9  | 2,8  | 9,3   |
| Température moyenne (°C)          | 6,6  | 7,8  | 9,8  | 12,6  | 16,1 | 19,9 | 22,8 | 22,2 | 19,4 | 15,4  | 10,3 | 7,2  | 14,2  |
| Température maximale moyenne (°C) | 11,1 | 12,4 | 14,7 | 17,5  | 21,1 | 15,3 | 28,4 | 27,7 | 24,7 | 20,2  | 14,7 | 11,7 | 19,1  |
| Précipitations (mm)               | 72,3 | 72,3 | 55   | 54,9  | 52,1 | 33   | 20   | 41,7 | 62,3 | 109,5 | 62,8 | 63,3 | 699,1 |

La station météo de Carcassonne (à 126 mètres d'altitude) se trouve dans le département de l'Aude, à l'extrémité occidentale de l'aire de production. Ses valeurs climatiques de 1961 à 1990 sont :
| Mois                              | jan. | fév. | mars | avril | mai  | juin | jui. | août | sep. | oct. | nov. | déc. | année |
| --------------------------------- | ---- | ---- | ---- | ----- | ---- | ---- | ---- | ---- | ---- | ---- | ---- | ---- | ----- |
| Température minimale moyenne (°C) | 2,7  | 3,7  | 4,9  | 7,4   | 10,5 | 13,8 | 16,3 | 16,1 | 13,9 | 10,7 | 6,1  | 3,5  | 9,1   |
| Température moyenne (°C)          | 5,9  | 7,2  | 9,1  | 11,7  | 15,3 | 19,1 | 22,1 | 21,5 | 19   | 14,8 | 9,6  | 6,7  | 13,5  |
| Température maximale moyenne (°C) | 9,2  | 10,8 | 13,3 | 16,1  | 20   | 24,4 | 27,9 | 26,9 | 24,1 | 19   | 13   | 9,8  | 17,9  |
| Précipitations (mm)               | 67,3 | 67,7 | 64,8 | 71,5  | 62,3 | 43   | 29,1 | 43,2 | 46,1 | 74   | 56,7 | 69,4 | 695,1 |

La station météo de Perpignan (à 42 mètres d'altitude), dans le département des Pyrénées-Orientales, se trouve à la limite méridionale de l'aire de production. Ses valeurs climatiques de 1961 à 1990 sont :
| Mois                              | jan. | fév. | mars | avril | mai  | juin | jui. | août | sep. | oct. | nov. | déc. | année |
| --------------------------------- | ---- | ---- | ---- | ----- | ---- | ---- | ---- | ---- | ---- | ---- | ---- | ---- | ----- |
| Température minimale moyenne (°C) | 4,1  | 5    | 6,5  | 9     | 12,2 | 15,9 | 18,6 | 18,3 | 15,7 | 12   | 7,6  | 4,9  | 10,8  |
| Température moyenne (°C)          | 8,1  | 9,1  | 10,8 | 13,4  | 16,8 | 20,7 | 23,7 | 23,2 | 20,5 | 16,4 | 11,6 | 8,8  | 15,3  |
| Température maximale moyenne (°C) | 12,1 | 13,2 | 15,2 | 17,7  | 21,4 | 25,5 | 28,8 | 28   | 25,3 | 20,7 | 15,6 | 12,8 | 19,7  |
| Précipitations (mm)               | 50,6 | 44,8 | 43,5 | 55,9  | 50,1 | 28,3 | 17,1 | 32   | 47,3 | 89,8 | 58,6 | 54,4 | 572,4 |

## Vignoble

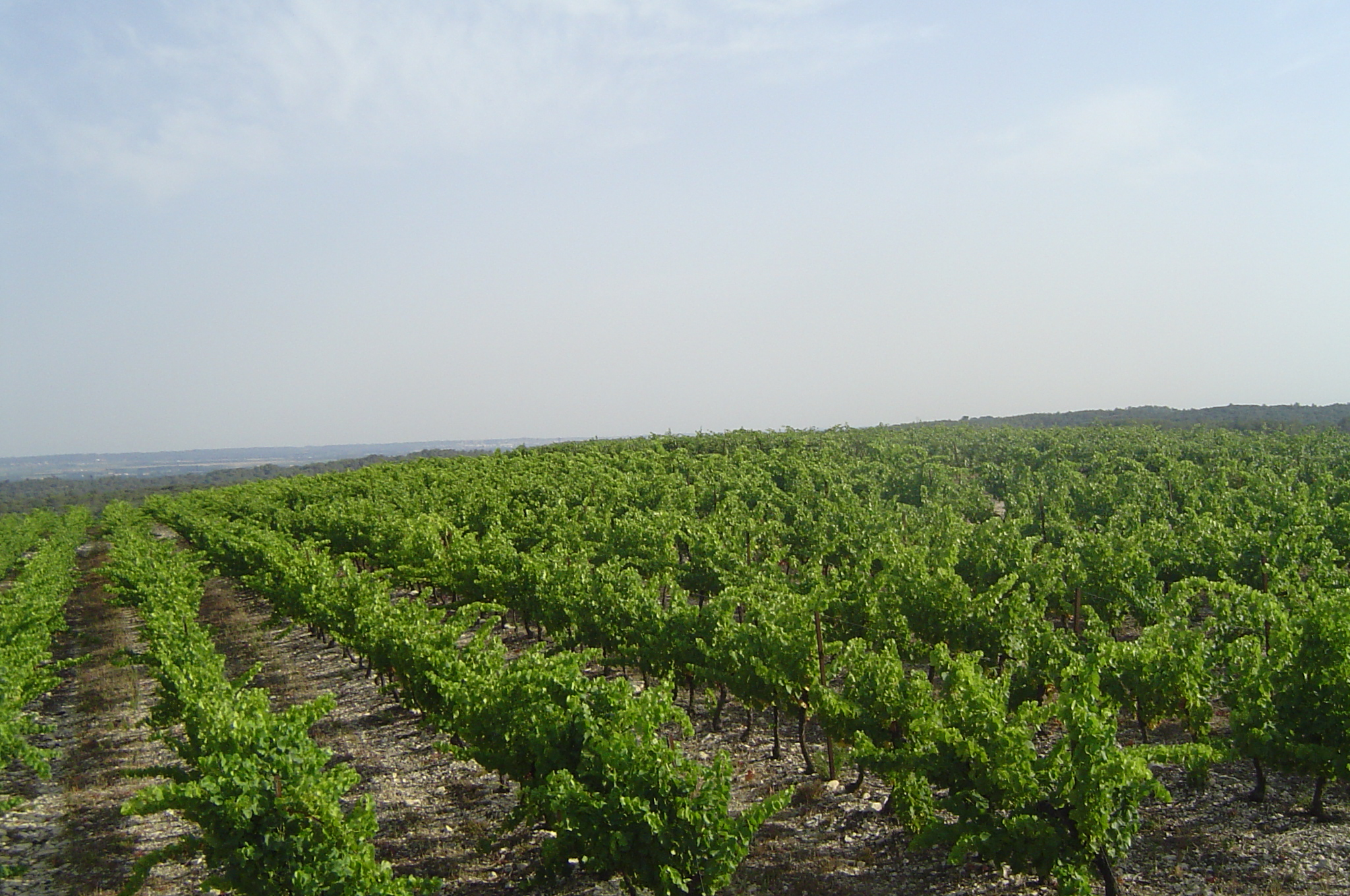
Vignoble de Langlade.
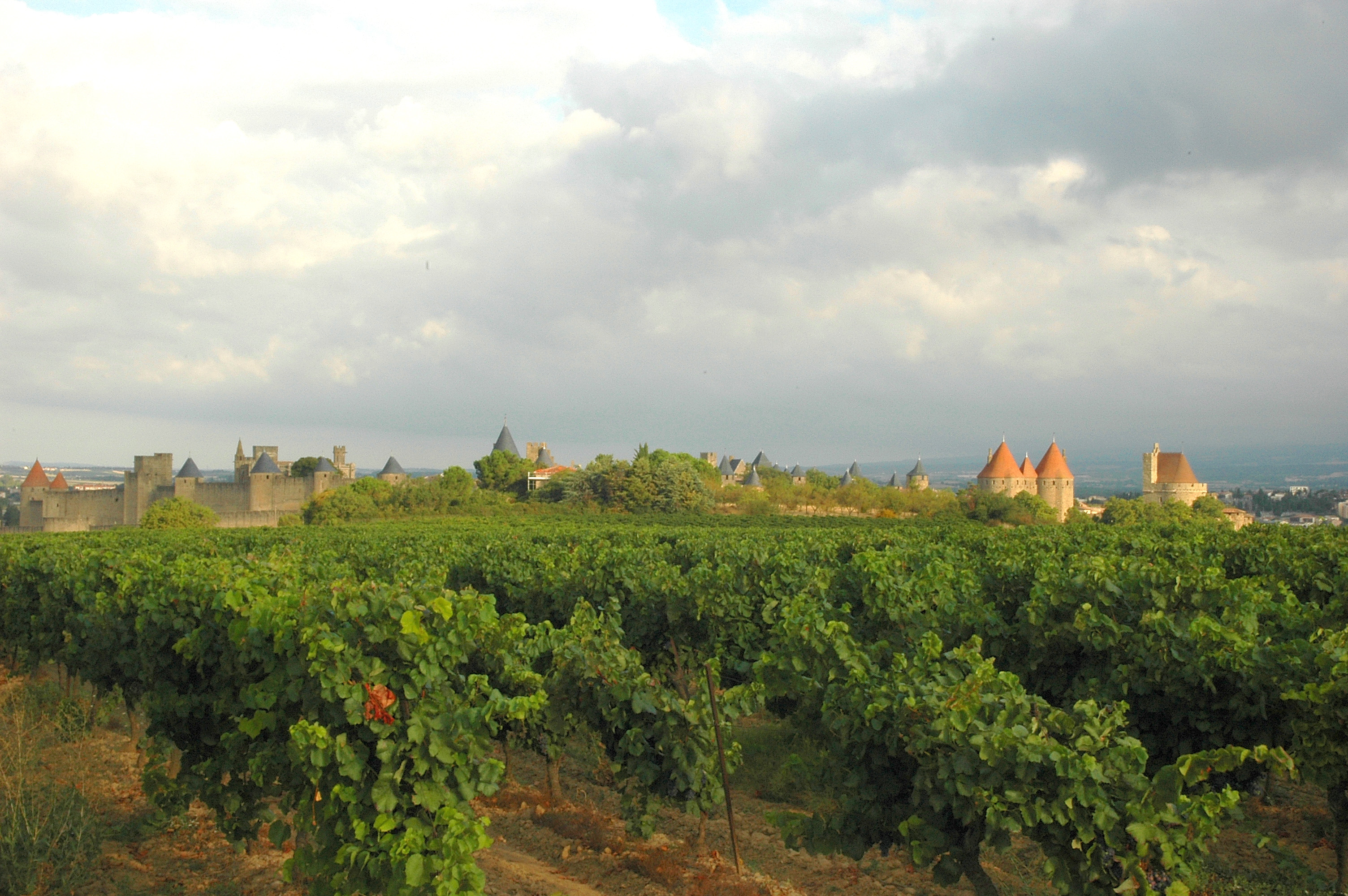
Le vignoble d'Oc au pied de la cité de Carcassonne.
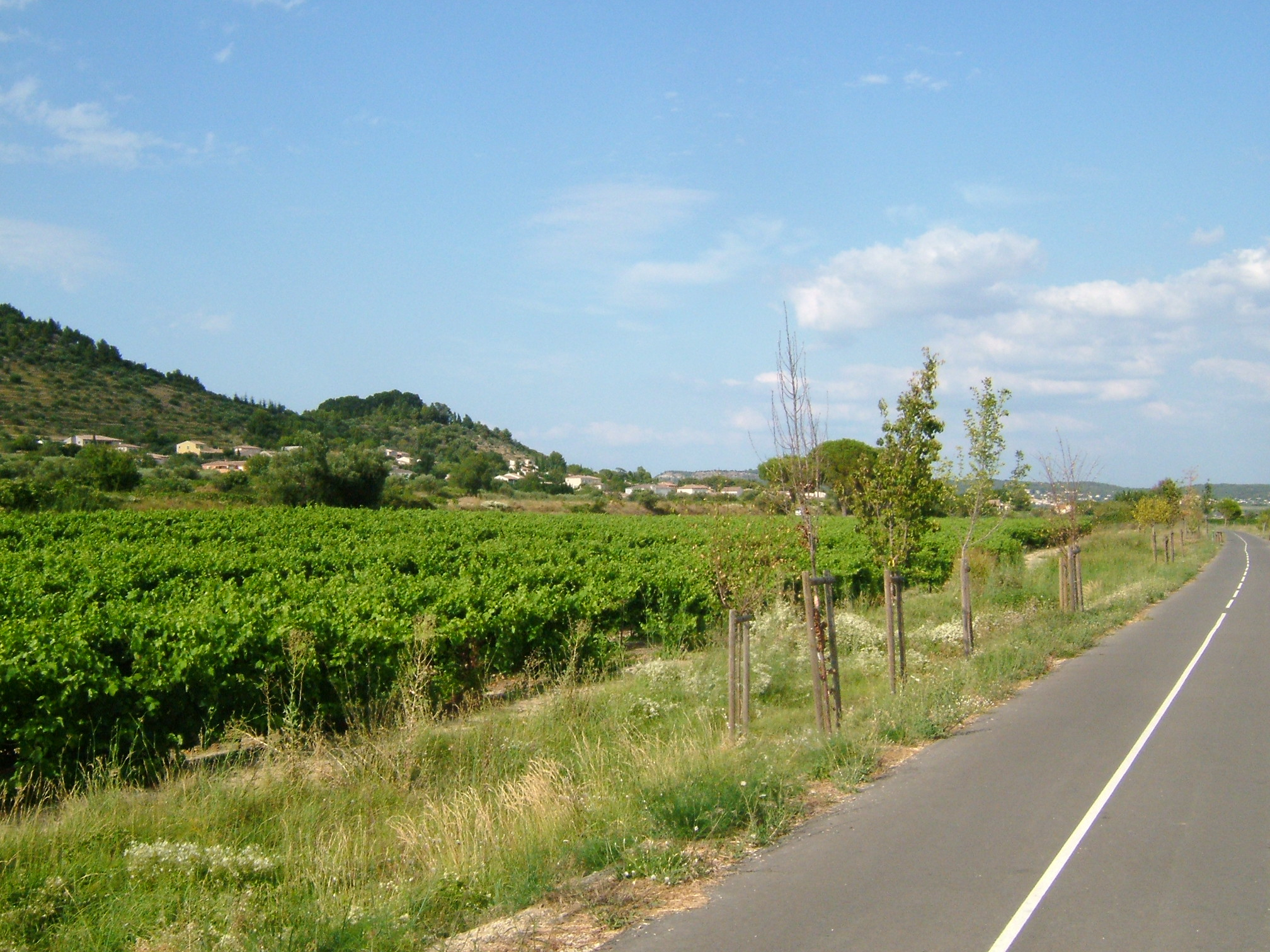
À travers le Vaunage, sur la « voie verte », entre Congénies et Calvisson.
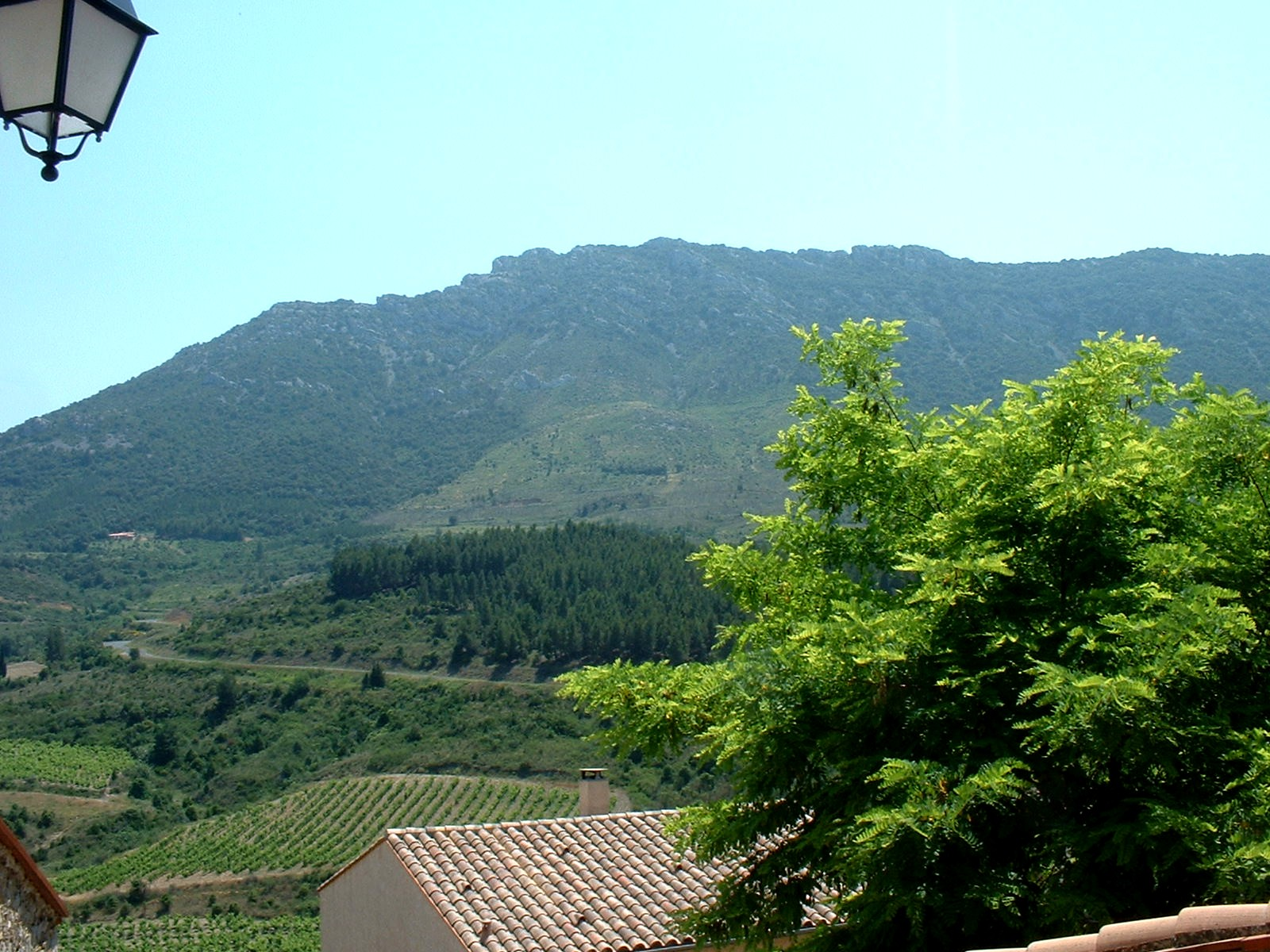
Cucugnan et son vignoble, rendu célèbre par Alphonse Daudet.
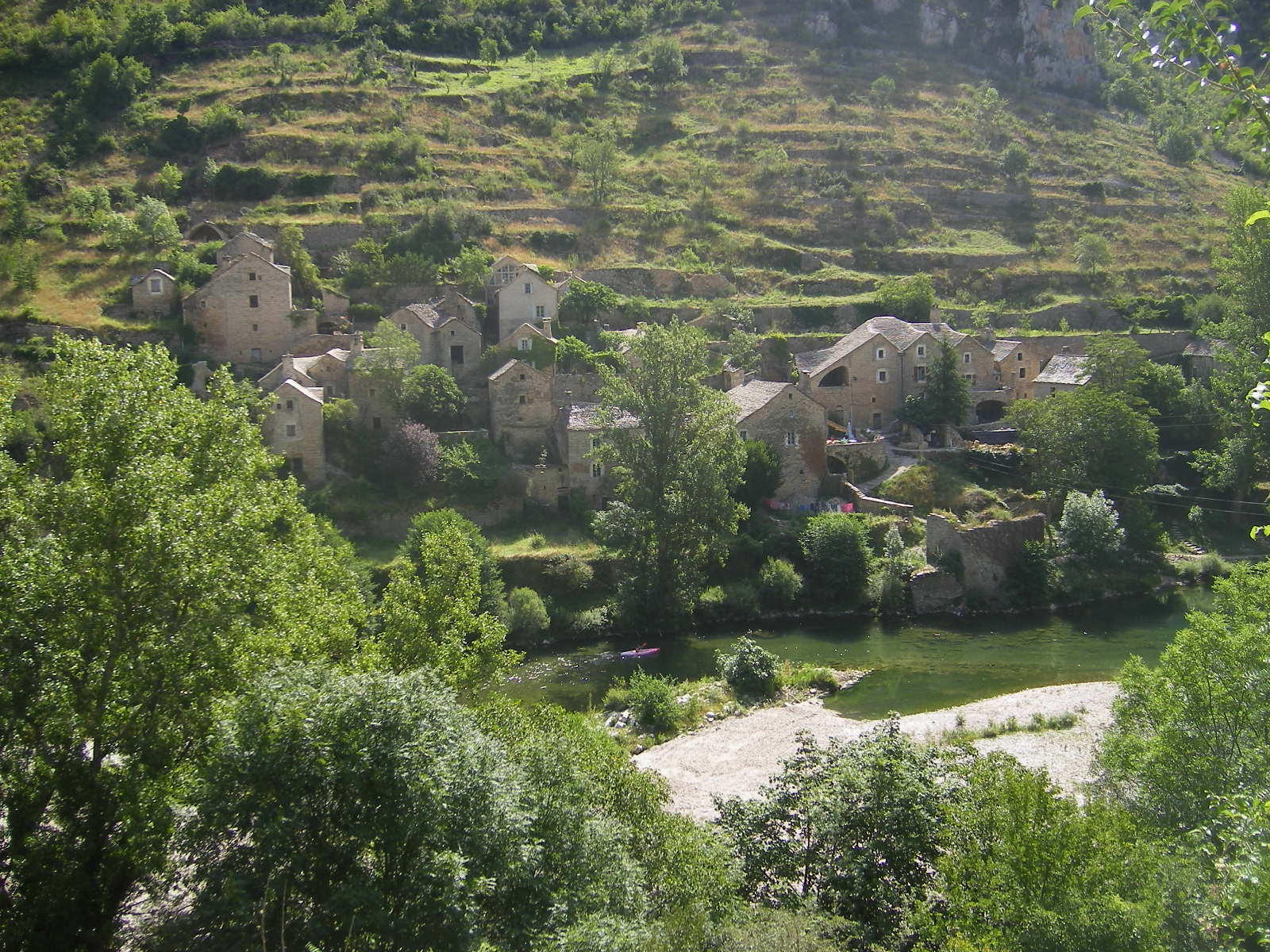
Les vignes en terrasses de Haute-Rive, commune de Sainte-Enimie, en Lozère.

### Présentation
Les vendanges doivent provenir des départements de l'Aude, du Gard, de l'Hérault, des Pyrénées-Orientales, ainsi que des six communes suivantes de la Lozère : Ispagnac, Montbrun, Quézac, Sainte-Enimie, La Malène, Les Vignes.

### Encépagement
Les cépages utilisés pour la production de vins rouges sont principalement le merlot N (1 501 287 hectolitres produits en 2009), le cabernet sauvignon N (892 311 hectolitres), la syrah N (356 527 hectolitres) et le grenache N (109 307 hectolitres), complétés plus marginalement par le cabernet franc N, le carignan N, le chenanson N, le cinsaut N, le côt N, la mourvèdre N, le portan N, le petit verdot N, le pinot noir N et le marselan N.
Les cépages utilisés pour la production de vins rosés ou gris sont principalement le cinsaut N (440 010 hectolitres), le grenache N (255 066 hectolitres) et la syrah N (214 676 hectolitres), complétés par le cabernet franc N, le cabernet sauvignon N, le carignan N, le chenanson N, le côt N, le grenache gris G, le merlot N, la mourvèdre N, le portan N, le petit verdot N, le pinot noir N et le marselan N.
Les cépages utilisés pour la production de vins blancs sont principalement le chardonnay B (494 921 hectolitres), le sauvignon B (316 065 hectolitres), le viognier B (68 578 hectolitres), le grenache blanc B (24 783 hectolitres) et le muscat blanc à petits grains B (17 453 hectolitres), complétés par le carignan blanc B, le chasan B, le chenin B, la clairette B, le colombard B, le macabeu B, la marsanne B, le mauzac B, le muscat d’Alexandrie B, le picquepoul blanc B, la roussanne B, le sémillon B, le terret B, l'ugni blanc B et le vermentino B.

### Méthodes culturales et réglementaires
Les vins de pays-d'oc répondent aux conditions fixées par les décrets no 2000-848 du 1er septembre 2000, fixant les conditions de production des vins de pays, et du 15 octobre 1987 spécifique aux vins de pays d'Oc.

### Vinification

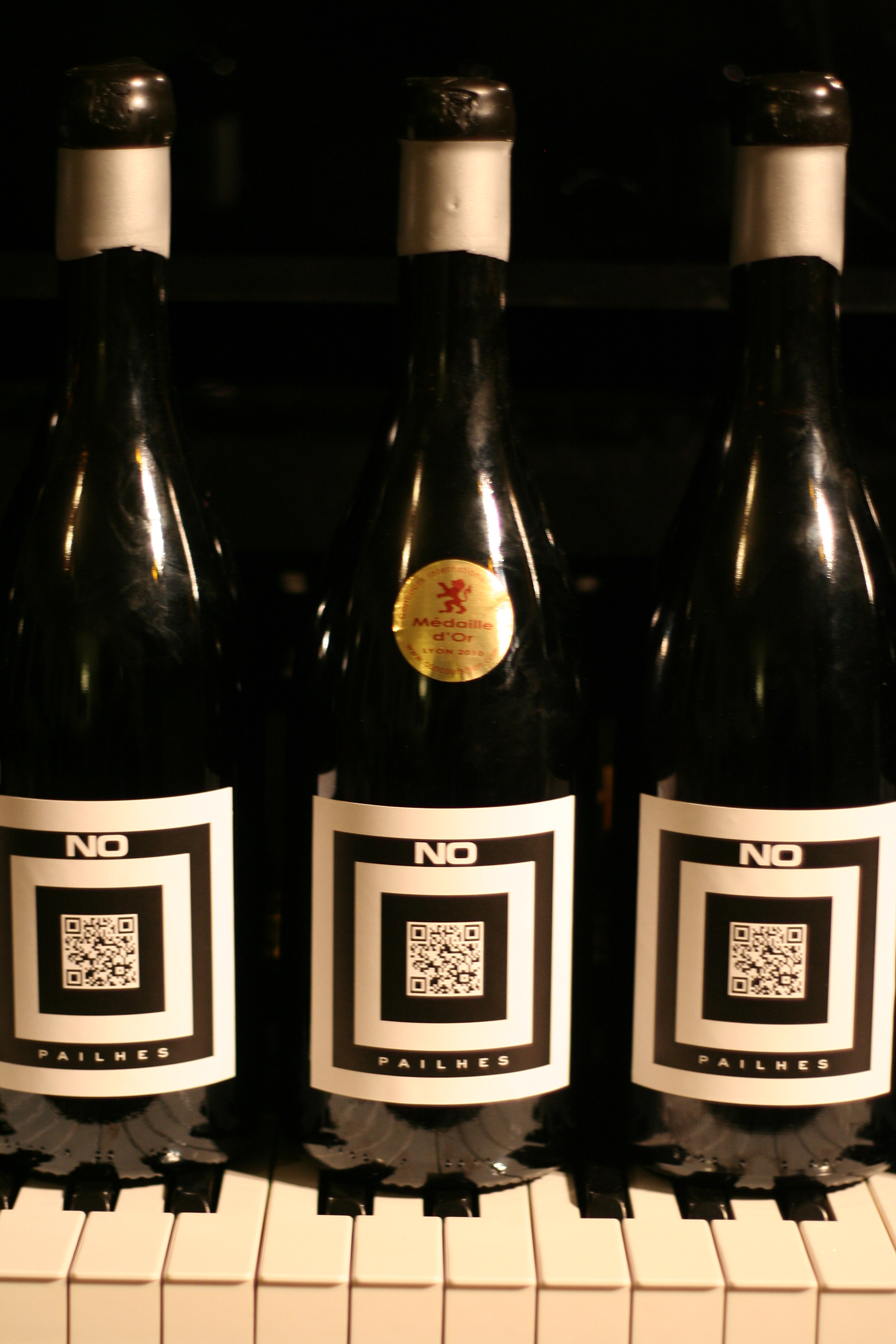
Vin NO, vin de pays d'Oc du domaine de Pailhès

C'est l'ensemble des opérations nécessaires à la transformation du moût (nom du jus de raisin) et à l'élaboration du vin. Certaines de ces opérations sont nécessaires, telle la fermentation alcoolique, et d'autres permettent d'affiner le profil du vin, tant au niveau aromatique (olfactif) que gustatif (goûts).

#### Vinification en rouge
La vinification en rouge consiste à faire un pressurage après que la fermentation ait commencée. Pendant toute cette phase, le moût est en contact avec les matières solides de la vendange. Celles-ci sont très riches en tanins, matières colorantes, odorantes, minérales et azotées. Ces substances vont alors se dissoudre plus ou moins dans le moût et se retrouver dans le vin.
C'est la cuvaison pendant laquelle les sucres se transforment en alcool (fermentation alcoolique) et le jus se voit enrichi par les composants du moût. Plus la macération est longue, plus la coloration du vin sera intense. Se disolvent également les tanins, leur taux sera aussi fonction du temps de la cuvaison. Plus elle sera longue, plus les vins seront aptes à vieillir. Durant cette phase, se produit une forte élévation de la température. Celle-ci est de plus en plus contrôlée par la technique de maîtrise des températures.

#### Vinification en blanc
Dans la vinification en blanc la fermentation se déroule en dehors de tout contact avec les parties solides de la vendange (pépins, peaux du raisin, rafles). Ce qui explique que l'on peut faire indifféremment du blanc à partir de cépages blancs et rouges. Le but de cette vinification est de faire ressortir le maximum des arômes contenus d'abord dans le raisin, ensuite en cours de fermentation, enfin lors du vieillissement.
L'extraction du jus et sa séparation des parties solides peuvent être précédés par un éraflage, un foulage et un égouttage, pour passer ensuite au pressurage. Mais ces phases sont évitées par nombre de vinificateurs pour éviter l'augmentation des bourbes. Le choix se porte sur une extraction progressive du jus puis un débourbage qui permet d'éliminer toute particule en suspension. Là aussi, encore plus que pour une vinification en rouge, s'impose la maîtrise des températures lors de la fermentation alcoolique. Elle se déroule entre 18 et 20 °C et dure entre 8 et 30 jours selon le type de vin désiré.

#### Vinification en rosé
La vinification en rosé se produit par macération, limitée dans le temps, de cépages à pellicule noire avec possible ajout de cépages blancs. Le vin rosé n'a pas de définition légale. Mais ses techniques de vinification sont très strictes et n'autorisent en rien en Europe le mélange de vin rouge et blanc. La première se fait par saignée. C'est le jus qui s'égoutte sous le poids de la vendange - entre 20 et 25 % - et qui va macérer durant 3 à 24 heures. La seconde est le pressurage. Une vendange bien mûre pourra colorer le jus et sa vinification se fait en blanc. La troisième méthode implique une courte macération à froid. Puis sont assemblés jus de goutte (première méthode) et jus de presse (seconde méthode). Obtenu par ses trois types de vinification, où la maîtrise des températures est une nécessité, un vin rosé a une robe qui s'apparente à celle d'un vin rouge très clair, plus le fruit et la fraîcheur des vins blancs.

### Terroir et vins
Le Palmarès « Pays d’Oc IGP (Indication Géographique Protégée) Collection 2010 » confirme, pour les rosés et les rouges, la tendance à présenter des vins d'assemblage, plus complexes et plus valorisants, les blancs s'engageant, petit à petit, dans cette même voie.
Blancs
- « Cuvée Olga » Assemblage blanc 2009, Domaine les Quatre Amours, 34230 B&élarga
- « Cuvée Lafon » Chardonnay 2008, Domaine de Valensac, 34510 Florensac
- « Silk Trilogy Chardonnay » 2007, Domaine St Hilaire, 34530 Montagnac
- « Vignes de Nicole » Chardonnay / Viognier 2009, Les Domaines Paul Mas, Domaine de Nicole, 34530 Montagnac
- « Elégance » Muscat Petits Grains 2007, Domaine du Mas de Madame, 34110 Frontignan

Rosé
- « Cuvée du Poirier des Rougettes » Assemblage rosé 2009, Domaine d'Aigues Belles, 30260 Brouzet-lès-Quissac

Rouges
- « Maligno » Assemblage rouge 2007, Château de Calvières, 30220 Sant-Laurent-d'Aigouze
- « Cuvée Lombarde » Assemblage rouge 2008, Domaine d'Aigues Belles, 30260 Brouzet-lès-Quissac
- « Alencades » Assemblage rouge 2008, Ricardelle, 11100 Narbonne
- « Cinérite » Assemblage Rouge 2008, Mas du Salagou, 34800 Octon
- « Cigalus » Assemblage rouge 2008, Château l'Hospitalet, 11104 Narbonne
- « Les Serrottes » Assemblage rouge 2007, La Grange de Quatre Sous, 34360 Assignan
- « La Croix Chevalière » Assemblage rouge 2007, Mas la Chevalière, 34500 Béziers
- « Cuvée JMF » Assemblage rouge 2006, Domaine du Grand Chemin, 30350 Savignargues
- « Elixir » Assemblage rouge 2008, Domaine Condamine Bertrand, 34230 Paulhan
- « Première » Syrah 2007, Domaine Lalaurie, 11590 Ouveillan
- « Pinot Noir » 2009, Domaine de Clovallon, 34600 Bédarieux

### Type de vins et gastronomie

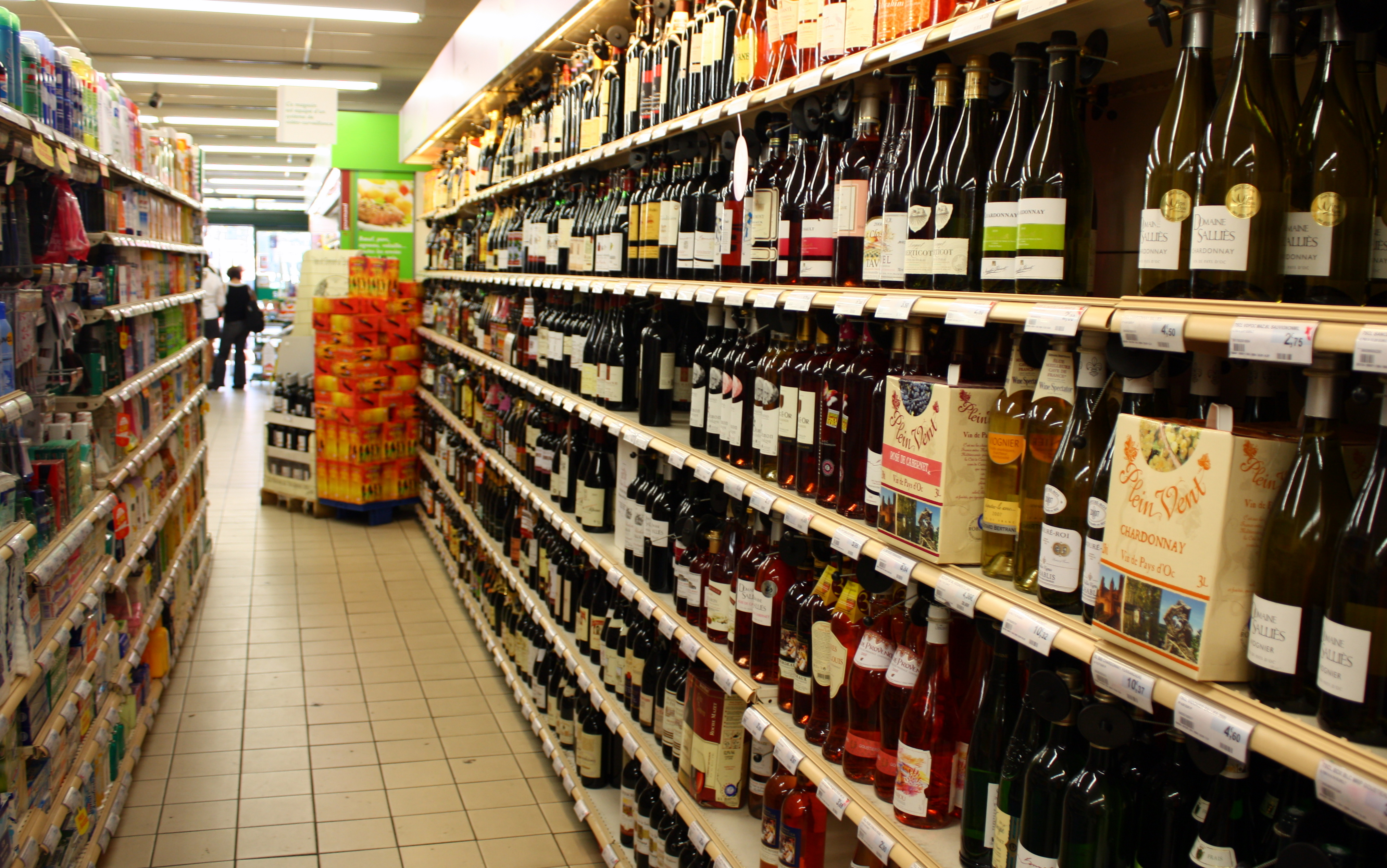
Vins de pays d'Oc en supermarché à Carcassonne

La mention gris désigne un vin de teinte rosée très peu soutenue, obtenu par saignée ou pressurage direct, et issu des cépages mentionnés ci-dessus. Quant à la mention « gris de gris », elle ne peut s'appliquer qu'à un vin gris ne comportant que du grenache gris.

### Commercialisation
Les vins de pays-d'oc participent aux salons Vinisud, Vinexpo Bordeaux et Vinexpo Asie, London Wine Fair et ProWein.
L'exportation de l'IGP pays-d'oc représente en 2009 un volume de 2 075 979 hectolitres, soit à lui-seul 18,5 % des exportations de vins français, pour une valeur de 384 millions d'euros. Les principaux pays sont :
| Pays        | % en volume | C. A. (en €) + prix de vente du litre en devise locale |
| ----------- | ----------- | ------------------------------------------------------ |
| États-Unis  | 18          | 134 556 pour 3,13 $ US                                 |
| Royaume-Uni | 09          | 277 441 pour 1,72 £                                    |
| Belgique    | 07          | 106 529 pour 1,72 €                                    |
| Canada      | 05          | 82 736 pour 2,36 $ Can.                                |
| Japon       | 04          | 58 661 pour 330 ¥                                      |
| Irlande     | 01          | 17 535 pour 2,10 €                                     |

Ce qui représente pour ces six pays 44 % de l'exportation et un volume de 677 500 hectolitres en 2007.

### Fraude
La société de négoce Grands Vins de Gironde (GVG) est condamnée en mars 2018 pour une fraude portant sur 6 000 hectolitres de vin, notamment pour avoir revendiqué pour des vins de France l'appellation IGP Pays d'oc.